# Canthidium nitidum
Canthidium nitidum là một loài bọ cánh cứng trong họ Bọ hung (Scarabaeidae).